# Капеци (Муреш)
Капеци (рум. Căpeți) насеље је у Румунији у округу Муреш у општини Совата. Oпштина се налази на надморској висини од 643 m.

## Становништво
Према подацима из 2002. године у насељу је живело 213 становника.

### Попис2002.
| Расподела становништва по националности 2002.‍ | Расподела становништва по националности 2002.‍ | Расподела становништва по националности 2002.‍ | Расподела становништва по националности 2002.‍ | Расподела становништва по националности 2002.‍ |
| --------------------------------------------- | --------------------------------------------- | --------------------------------------------- | --------------------------------------------- | --------------------------------------------- |
|                                               |                                               |                                               |                                               |                                               |
| Румуни                                        | Румуни                                        |                                               | 39                                            | 18,3%                                         |
| Мађари                                        | Мађари                                        |                                               | 165                                           | 77,5%                                         |
| Роми                                          | Роми                                          |                                               | 9                                             | 4,2%                                          |